# Dhaka (zamindari)
Dhaka fou un estat tributari protegit del tipus zamindari, amb terres a diverses parts de l'actual Bangladesh. L'estat fou creat per Khwaja Hafizullah, un comerciant d'origen caixmiri que va invertir els beneficis del seu negoci en terres (especialment profitosa fou la compra d'Aila Phuljhuri als sundarbans el 1812, una terra abandonada i suposadament sense valor de 17.500 hectàrees que només pagava 372 rupies l'any i que una vegada posada en cultiu va donar una renda de més de dos milions dues-cents mil rupies), i les va anar incrementant igual que van fer els seus successors, fins a esdevenir els principals terratinents de Bengala. El 1875 Salimullah va rebre el títol de nawab que va esdevenir hereditari el 1877. Al segle XX l'estat va travessar dificultats financeres i bona part fou venut el 1907; amb un préstec dels britànics va poder eixugar els deutes (1912). Els zamindaris foren abolits a Bangladesh el 1951 i només es van salvar les terres tingudes en raiyati.

## Llista de nawabs
- Khwaja Hafizullah (mort sense fills)
- Khwaja Alimullah ?-1854, (nebot)
- Nawab Abdul Ghani Mian 1854-1896 (+ 24 d'agost de 1896)
- Nawab Ahsanullah 1896-1901 (+ 16 de desembre de 1901)
- Nawab Sir Salimullah 1901-1915 (+16 de gener de 1915)
- Nawabzada Khwaja Atiqullah 191-1945 (+ gener de 1945)
- Nawab Bahadur Khwaja 1945-1952 (+ 21 de novembre de 1958)